# 公父穆伯
公父穆伯（？—？），姬姓，中国春秋时期鲁国三桓季悼子之子，季平子的兄弟。
公之的叔父季公鸟死后，季公若、公思展和季公鸟的家臣申夜姑管理他的家务。季公鸟的遗孀季姒和管伙食的檀私通，害怕被发现，她让侍女打了自己，向秦遄的妻子反诬季公若，季姒又对公甫说公思展和申夜姑要挟她。公父穆伯的妻子是敬姜，儿子是公父文伯。